# TSPAN15
TSPAN15 (англ. Tetraspanin 15) – білок, який кодується однойменним геном, розташованим у людей на 10-й хромосомі. Довжина поліпептидного ланцюга білка становить 294 амінокислот, а молекулярна маса — 33 165.
| 10         |  | 20         |  | 30         |  | 40         |  | 50         |
| ---------- |  | ---------- |  | ---------- |  | ---------- |  | ---------- |
| MPRGDSEQVR |  | YCARFSYLWL |  | KFSLIIYSTV |  | FWLIGALVLS |  | VGIYAEVERQ |
| KYKTLESAFL |  | APAIILILLG |  | VVMFMVSFIG |  | VLASLRDNLY |  | LLQAFMYILG |
| ICLIMELIGG |  | VVALTFRNQT |  | IDFLNDNIRR |  | GIENYYDDLD |  | FKNIMDFVQK |
| KFKCCGGEDY |  | RDWSKNQYHD |  | CSAPGPLACG |  | VPYTCCIRNT |  | TEVVNTMCGY |
| KTIDKERFSV |  | QDVIYVRGCT |  | NAVIIWFMDN |  | YTIMAGILLG |  | ILLPQFLGVL |
| LTLLYITRVE |  | DIIMEHSVTD |  | GLLGPGAKPS |  | VEAAGTGCCL |  | CYPN       |

A: Аланін

C: Цистеїн

D: Аспарагінова кислота

E: Глутамінова кислота

F: Фенілаланін

G: Гліцин

H: Гістидин

I: Ізолейцин

K: Лізин

L: Лейцин

M: Метіонін

N: Аспарагін

P: Пролін

Q: Глутамін

R: Аргінін

S: Серин

T: Треонін

V: Валін

W: Триптофан

Локалізований у клітинній мембрані, мембрані, ендосомах.